# Angraecum chimanimaniense
Angraecum chimanimaniense är en orkidéart som beskrevs av Graham Williamson. Angraecum chimanimaniense ingår i släktet Angraecum och familjen orkidéer. Inga underarter finns listade i Catalogue of Life.